# グットタイムミュージック〜あの頃君は若大将〜
『グットタイムミュージック〜あの頃君は若大将〜』は2003年3月27日までラジオ日本で放送されていた音楽番組である。
放送時間は月曜日から木曜日までの12:30〜14:55(JST)。ディスクジョッキーは同局往年の人気番組、全米トップ40を担当した坂井隆夫アナウンサー。オンエアーする音楽は主に1960年代～1980年代の洋楽･邦楽を中心とし、時折戦前の昭和歌謡や1990年以降のポップスも放送されることがあった。同局の方針により日本テレビの女性アナウンサーをパーソナリティに据えた番組に衣替えするために2003年3月27日に終了するが、そのコンセプトは半年後「ミュージック・パワーステーション」に受け継がれる事となる。

## フォーマット
12:30 オープニングメドレー・トーク
13:00 読売新聞ニュース・天気予報
13:05 今日も日テレ　日本テレビの番組紹介。坂井と中尾美穂のコンビで放送。このコーナーはエコー無し。
13:10 テレマートラジオショッピング
13:20 あの時あなたは･･･。　毎日年を特定してその年の発表曲に限ってオンエア。
14:00 読売新聞ニュース・天気予報・交通情報
14:10 ラジオ日本特選ラジオショッピング このコーナはエコー無し。
※　毎年5月中旬～7月上旬までは12:30より「甲子園をめざして！」を放送するため12:40からスタート。

## 備考
- 放送開始第一曲目はビートルズの「ラブ・ミー・ドゥ」
- 最終回最後の曲は大塚博堂の「旅でもしようか」
- MPSでも受け継がれているオープニングのメドレーは季節毎にチェンジしたが、タイトルにならって必ず加山雄三の曲と斉藤哲夫の「グッドタイム・ミュージック」、そしてこの番組のテーマとも言えるカーペンターズの「イエスタディ・ワンス・モア」は必ず織り込まれていた。
- ポリシーは「リクエストは受付けない」。スタッフの選曲を売りの一つとしていた。
- MPSと違って毎正時に時報を入れ、読売新聞ニュースと天気予報を放送していた。
- エンディングで「本日登場のレコード歌手は･･･」とアーティスト名を列挙していた。
- 一部を除き、番組進行にはエコーをかけていた。
- BS日テレのラジオ放送でサイマル放送していた。但し放送設備の関係でモノラルによる放送。
- 不定期で同局横浜本社一階のカフェ「カフェ・ラジアント」からの公開放送を行っていた。
- 基本は月曜日から木曜日まで年中無休の生放送だが、ラジオ日本の看板イベントが放送日に重複すると休止となる。
  - サッカー天皇杯実況中継(元日)
  - 箱根駅伝実況中継(1月2日・3日)
  - 中央競馬年始開催実況中継（中山金杯）
  - 中央競馬臨時開催実況中継
  - 中央競馬振替開催実況中継（予告無く中止する）
  - 巨人軍オープン戦実況中継
  - 全国高等学校野球選手権大会神奈川県大会決勝戦実況中継

| アール・エフ・ラジオ日本 月～木曜12:30〜14:55 | アール・エフ・ラジオ日本 月～木曜12:30〜14:55 | アール・エフ・ラジオ日本 月～木曜12:30〜14:55 |
| 前番組                                        | 番組名                                        | 次番組                                        |
| --------------------------------------------- | --------------------------------------------- | --------------------------------------------- |
| まっ昼間極太骨太くず哲也                      | グットタイムミュージック〜あの頃君は若大将〜  | 日テレラジオ 女子アナミュージックミュージアム |